# Lomatopodium karelinianum
Lomatopodium karelinianum är en flockblommig växtart som beskrevs av Porphir Kiril Nicolai Stepanowitsch Turczaninow och Stschegl. Lomatopodium karelinianum ingår i släktet Lomatopodium och familjen flockblommiga växter. Inga underarter finns listade i Catalogue of Life.